# Trichocephala bernardii
Trichocephala bernardii är en skalbaggsart som beskrevs av Ruter 1972. Trichocephala bernardii ingår i släktet Trichocephala och familjen Cetoniidae. Inga underarter finns listade i Catalogue of Life.